# Écriture poterie

, découvertes dans le Shaanxi, représentant notamment des chiffres.

L'écriture poterie (chinois : 陶文 ; pinyin : táowén, 陶纹, táowén ou 陶符, táofú) est un ensemble de symboles que l'on a retrouvé sur des poteries du néolithique en Chine, ayant des caractéristiques communes.